# Alfombra turcomana

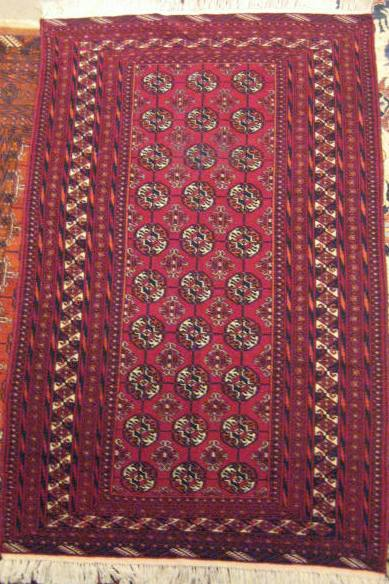
Alfombra turcomana

Una alfombra turcomana (en turcommano:  Türkmen haly) es un tipo de textil hecho a mano para cubrir el suelo tradicionalmente originario de Asia Central. Es útil distinguir entre las alfombras originales de la tribu turcomana y las alfombras producidas en grandes cantidades para la exportación, principalmente en Pakistán e Irán en la actualidad. Las alfombras turcomanas originales fueron producidas por las tribus turcomanas, que son el principal grupo étnico de Turkmenistán y también se encuentran en Afganistán e Irán. Se utilizan para diversos fines, incluyendo alfombras para carpas, cortinas para puertas y bolsas de varios tamaños.

## Antecedentes históricos

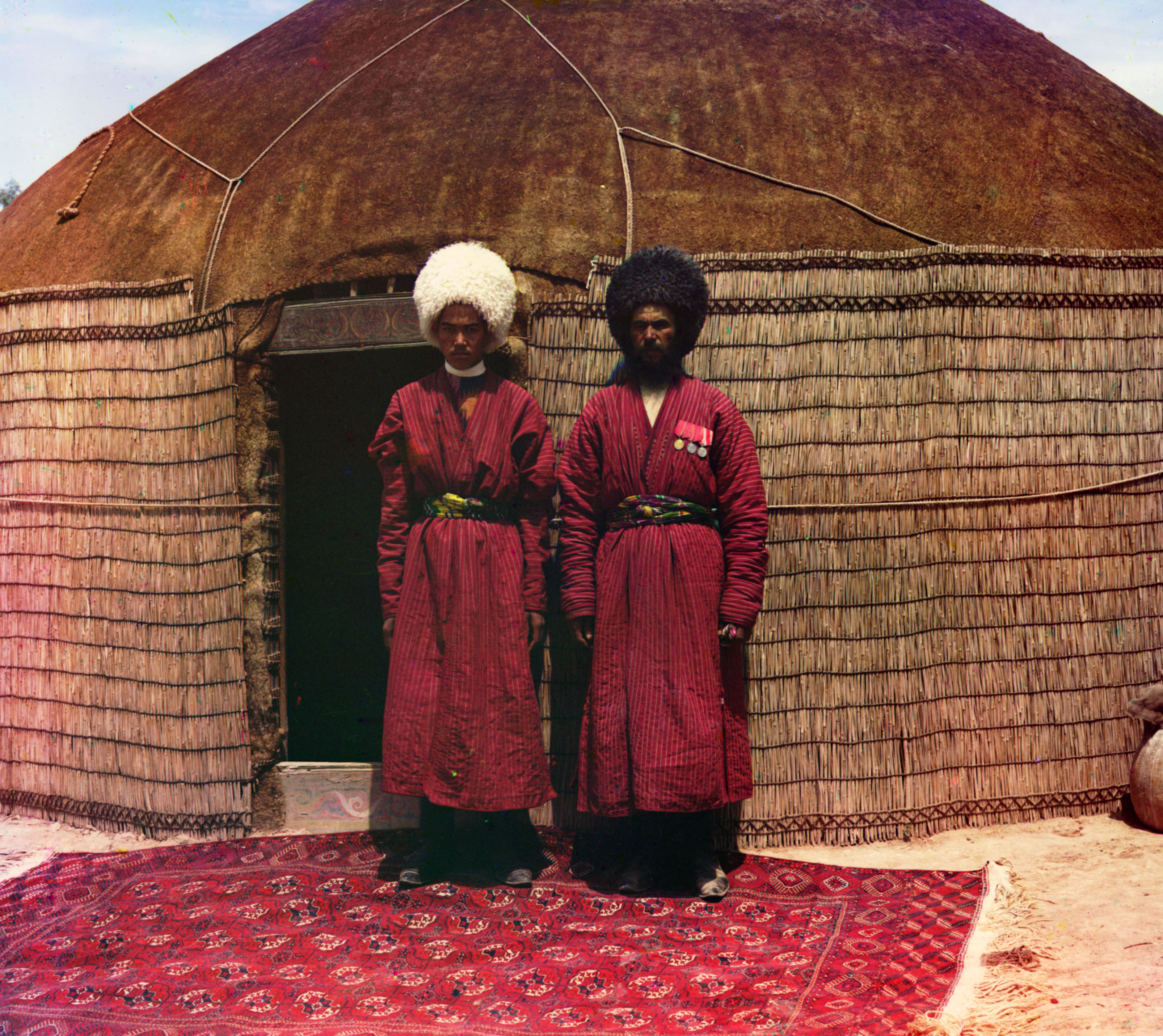
Dos tucormanos sobre una alfombra delante la entrada de una yurta. (1905-1915).

La historia de Turkmenistán se caracteriza por la migración, las alianzas, las guerras tribales e incluso el violento exterminio de tribus enteras. El conocimiento de la historia de las tribus turcomanas y sus migraciones, así como las características de sus estructuras y patrones específicos, permite asociar una alfombra u otro tejido anudado por una tribu y sección particular de su historia. La variedad de colores y adornos, así como su posible significado simbólico, es el tema de una investigación extensa, a menudo controvertida.
En las artes visuales de los turcomanos, muchos patrones arcaicos se conservaron hasta principios del siglo XX. Los turcomanos originales eran un antiguo pueblo de habla persa en las estepas del oeste de Asia Central. Su organización militar en tribus probablemente se remonta a la influencia de los hunos. Otra influencia turca llegó con los heftalitas en el siglo VI, y, en mayor medida, con la llegada de los turcos oghuz en los siglos IX y X. La población original fue absorbida en los oghuz y se convirtió en islámica. La invasiones mongolas del siglo XIII, donde las ciudades y los sistemas de riego agrícolas fueron destruidos y los turcomanos regresaron a la forma de vida nómada que mantuvieron a lo largo de su historia posterior. Los nómadas turcomanos vivían en la zona fronteriza entre los estados más poderosos, como el Imperio Persa, Corasmia y el Kanato de Bujará. Más independientes que sus vecinos, pudieron preservar gran parte de su cultura tradicional. Durante el siglo XIX, los turcomanos estuvieron bajo el dominio del Imperio ruso. Después del final de la Unión Soviética, la antigua República Socialista Soviética de Turkmenistán se convirtió en el estado independiente Turkmenistán.

### sigloXX

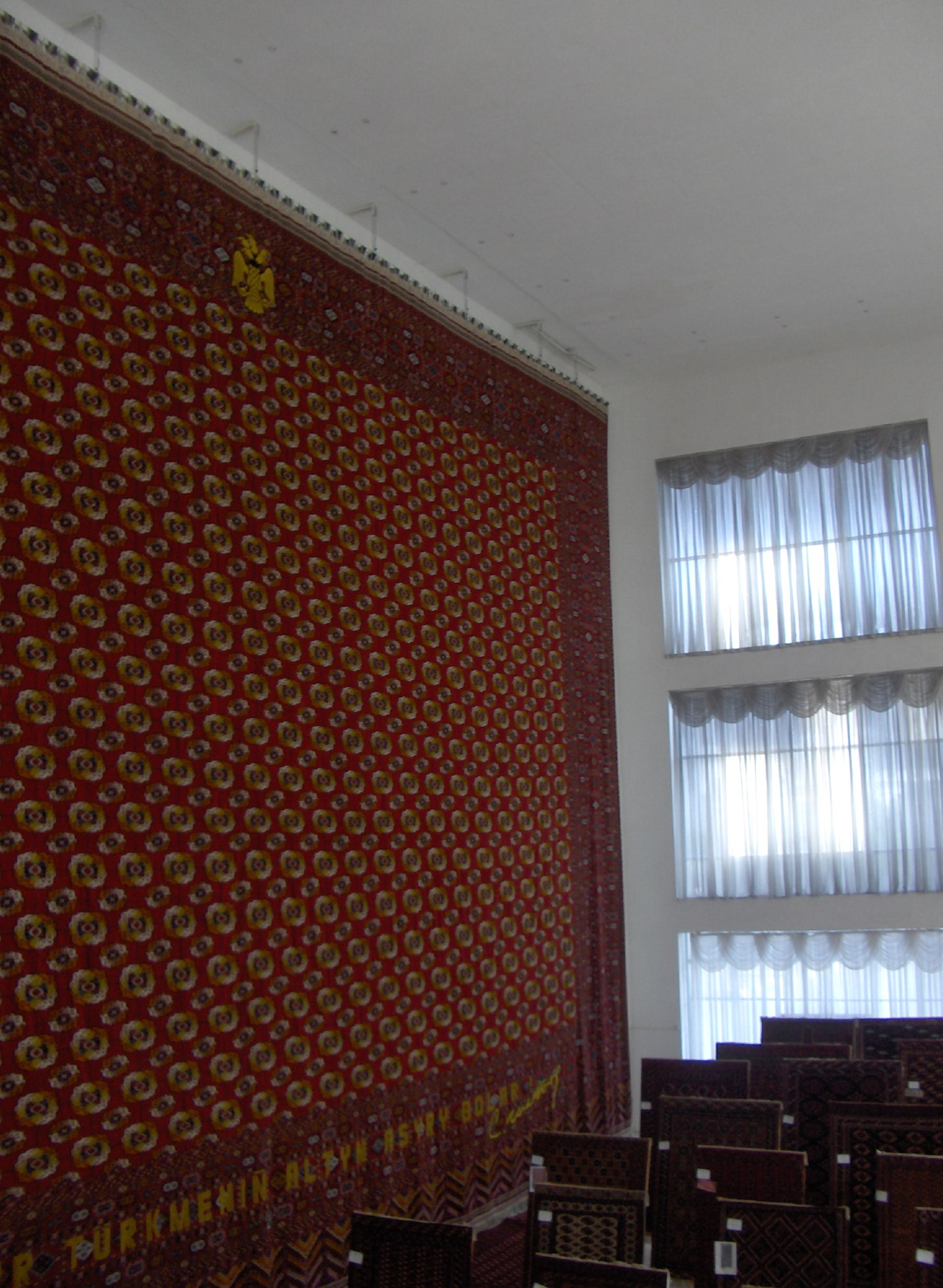
La más grande de las alfombras del mundo.

A finales del siglo XX, el tejido de alfombras en Turkmenistán se había convertido en uno de los sectores más importantes de la economía del país. En 1992, el «Día de la alfombra turcomana» se convirtió oficialmente en un día festivo nacional, que se celebra anualmente el último domingo de mayo. Entre las alfombras turcomanas modernas se encuentra el área total de alfombras hechas a mano más grande del mundo de 301 m², que se tejió en 2001, y en 2003 entró en el Libro Guinness de los Récords.

### Día de la alfombra turcomana
En 1992, el «Día de la alfombra turcomana» recibió oficialmente el estado de fiesta estatal, celebrándose anualmente cada último domingo de mayo. Es difícil para una persona que se encuentra lejos de la cultura turcomana entender por qué se presta tanta atención a este producto de tejido aparentemente ordinario; sin embargo, únicamente hay que ver la bandera o el emblema nacional de Turkmenistán, ya que el adorno de alfombras representadas en estos símbolos estatales principales llama la atención de inmediato. Desde la antigüedad, para los turcomanos, la alfombra siempre ha sido una de las cosas más importantes en la vida cotidiana. Además, contenía un valor sagrado.

## Producción y materiales
Hace unos siglos, casi todas las alfombras turcomanas eran producidas por tribus nómadas casi en su totalidad con materiales obtenidos localmente, lana de los rebaños y tintes vegetales u otros tintes naturales de la tierra.
Utilizaron diseños geométricos que variaban de tribu en tribu; los más famosos son los de Yomut, Ersari, Saryk, Salor y Tekke. Las irregularidades -consideradas parte del encanto por muchos coleccionistas de alfombras- eran bastante comunes, ya que los materiales naturales variaban de un lote a otro y la urdimbre o trama de lana puede estirarse, especialmente en un telar que se pliega regularmente para el transporte y se instala en otro campamento.

Como una abeja honró la precisión geométrica de los panales de abeja, él o la (tejedora de alfombras turcomana), sin ningún boceto de la futura alfombra, construye de manera casi intuitiva una distribución absolutamente correcta en el campo común o dentro de los límites de varias figuras regulares, pero junto con los conjuntos tradicionales de ciertos temas ornamentales, que muestra inagotable. Fantasía no únicamente en sus combinaciones, sino también en el desarrollo de nuevas combinaciones de representaciones.
G. A. Pugachenkova

Más recientemente, han aparecido grandes talleres de alfombras en las ciudades, hay menos irregularidades y la tecnología ha cambiado algo. Desde 1910, se han utilizado tintes sintéticos junto con los naturales. El tamaño de las alfombras nómadas se limita a lo que se puede hacer en el telar portátil de un nómada; siempre se han producido alfombras más grandes en las aldeas, pero ahora son más comunes. El uso de algodón para los hilos de urdimbre y trama también se ha vuelto común.
Las alfombras producidas en grandes cantidades para la exportación en Pakistán e Irán y vendidas bajo el nombre de «alfombras turcomanas» están hechas en su mayoría de colores sintéticos, con urdimbres y tramas de algodón y pelo de lana. Tienen poco en común con las alfombras originales de la tribu turcomana. En estas alfombras de exportación, se utilizan varios patrones y colores, pero el más típico es el diseño Bujará, que deriva de la alfombra principal Tekke, a menudo con un fondo rojo o fuego. Otra de las favoritas es la alfombra principal de Ersari, con el diseño octogonal del pie de elefante. El Museo de alfombras de Turkmenistán, que conserva ejemplos de las alfombras tribales turcomanas originales, se encuentra en Asjabad y fue inaugurado el 24 de octubre de 1994.

## Ministerio de Alfombras
La Asociación Estatal de Turkmenhaly es un proveedor importante para el mercado mundial de alfombras turcomanas hechas a mano de pelo de lana pura de Turkmenistán. Las actividades principales de la corporación son la producción y venta de alfombras turcomanas, preservando las tradiciones de tejido a mano de alfombras, la restauración de ornamentos y artículos de alfombras antiguas.

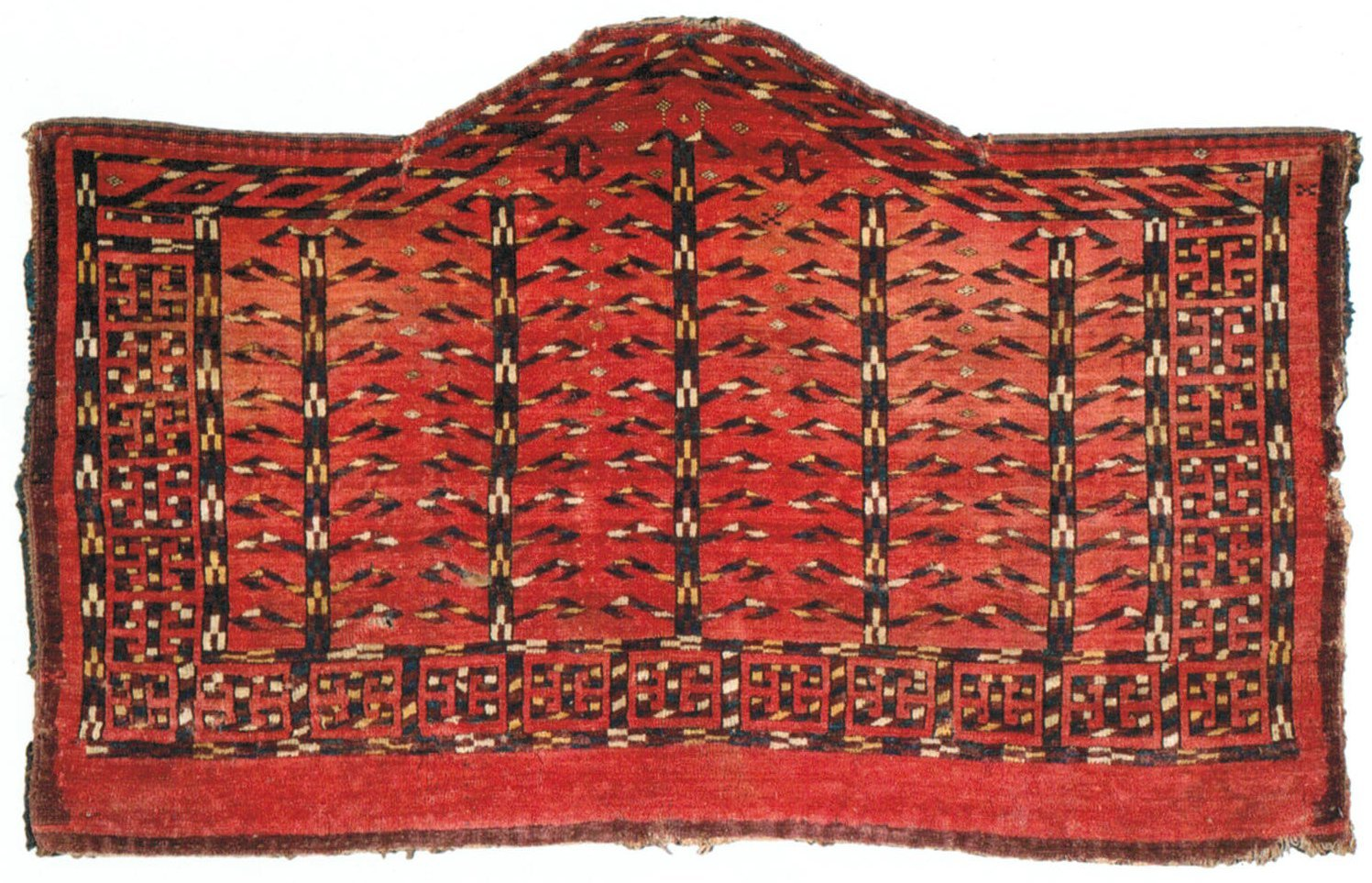
Yomut, Turkmenistán, siglos XVIII-XIX.
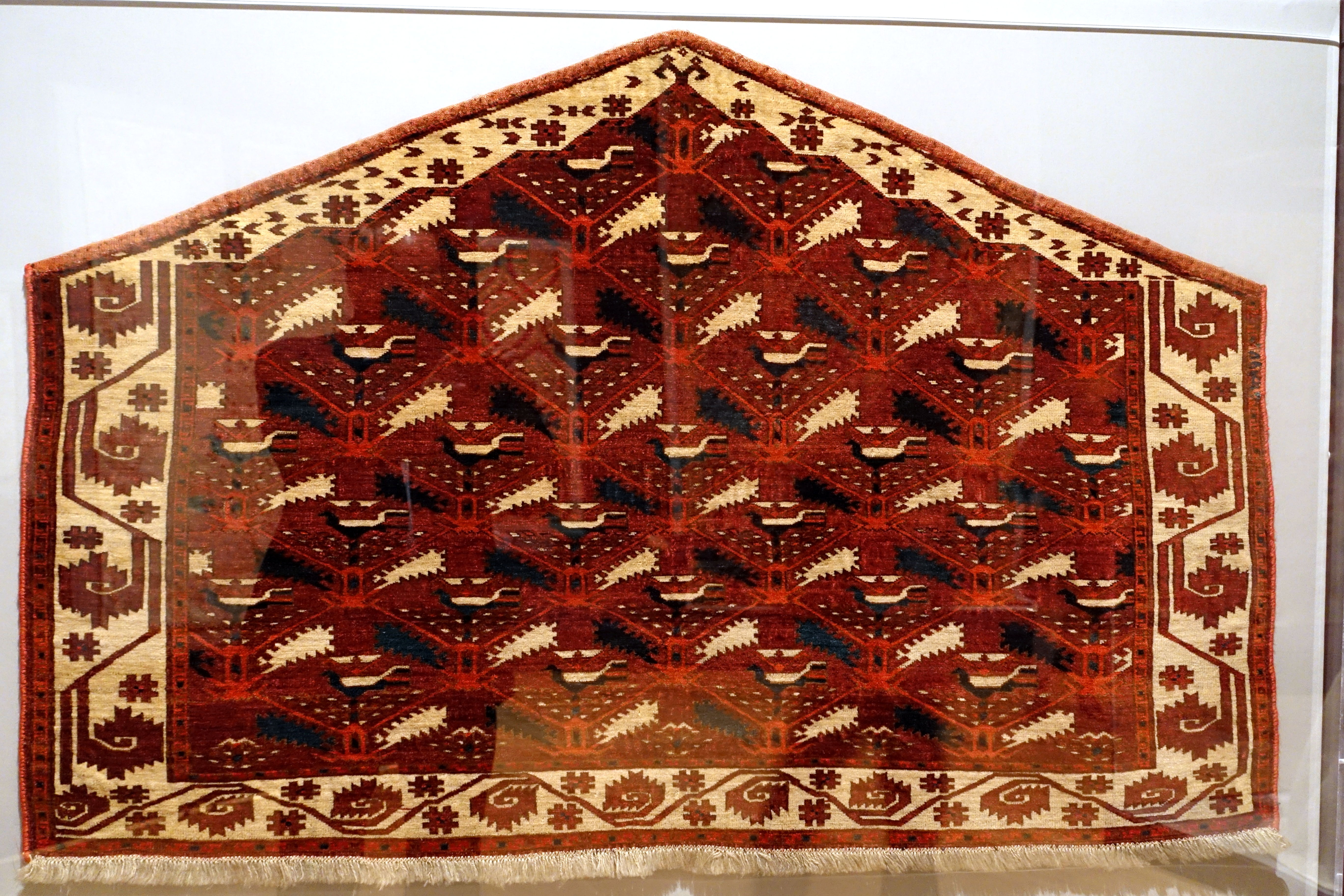
Tekke, siglo XIX.
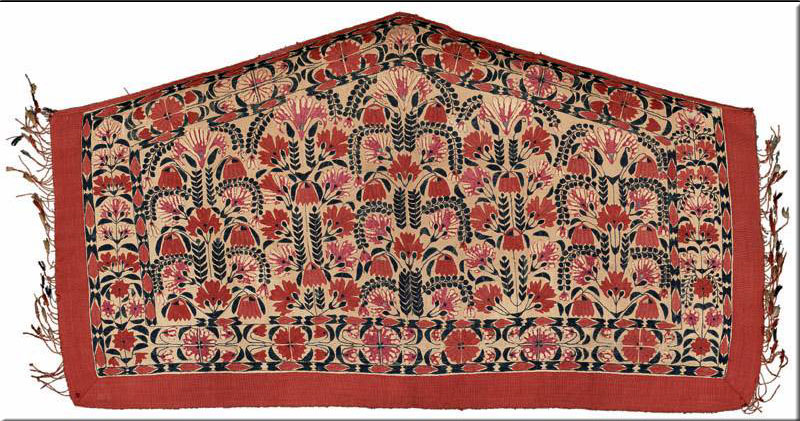
Teke en seda bordada siglo XIX.
Tekke (Salor), siglo XIX.
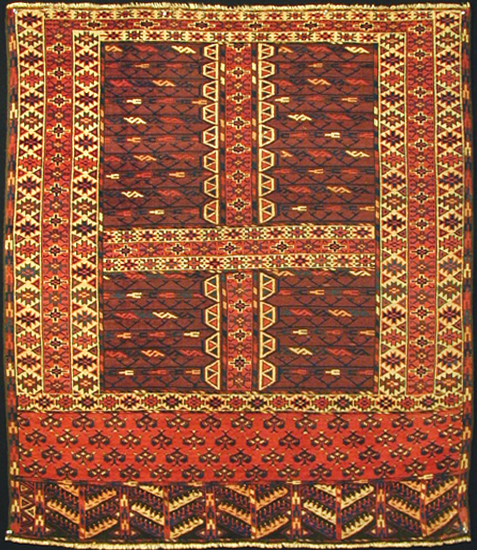
Yomut, siglo XIX.
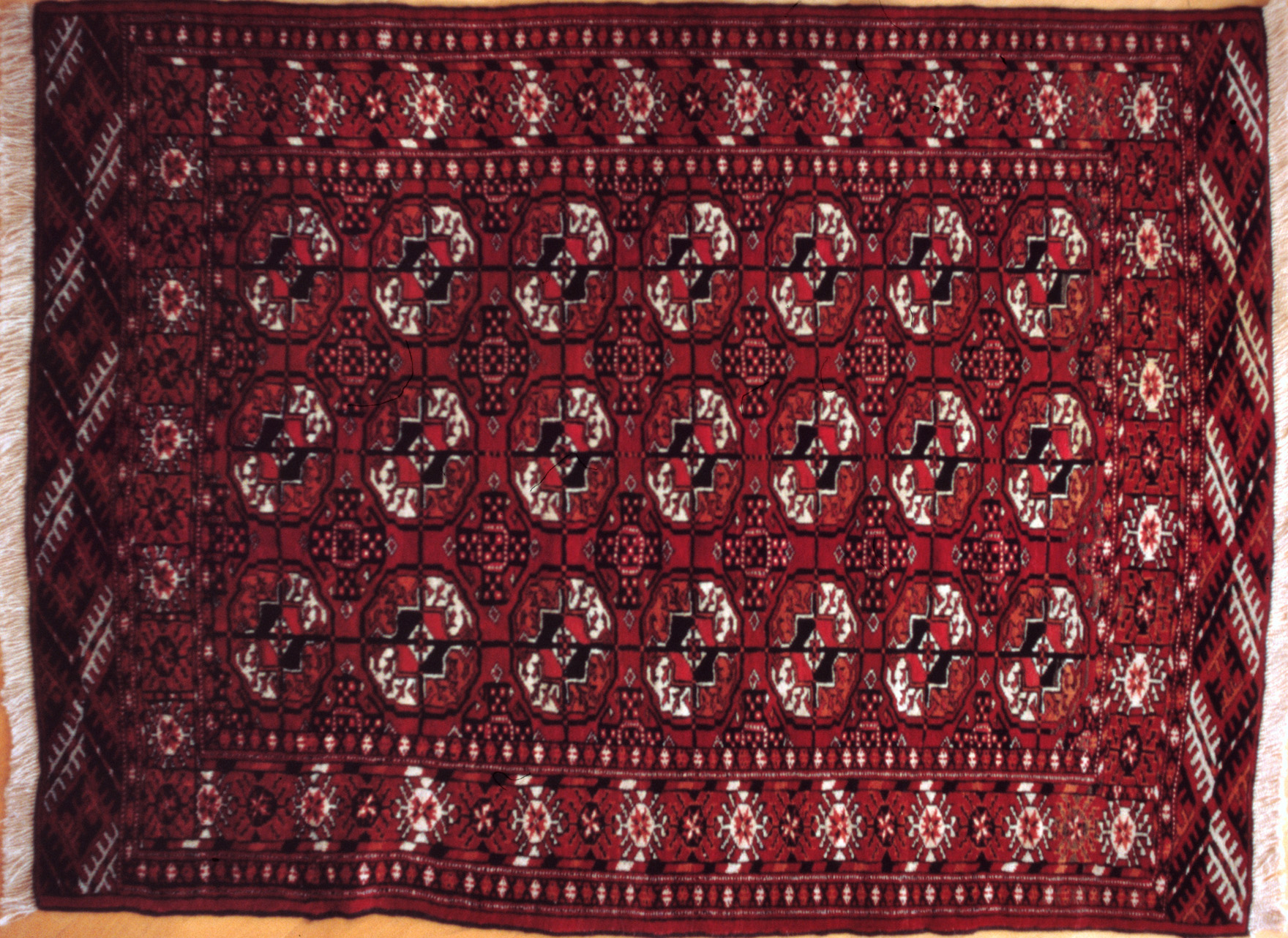
Tekke de los años 1950..
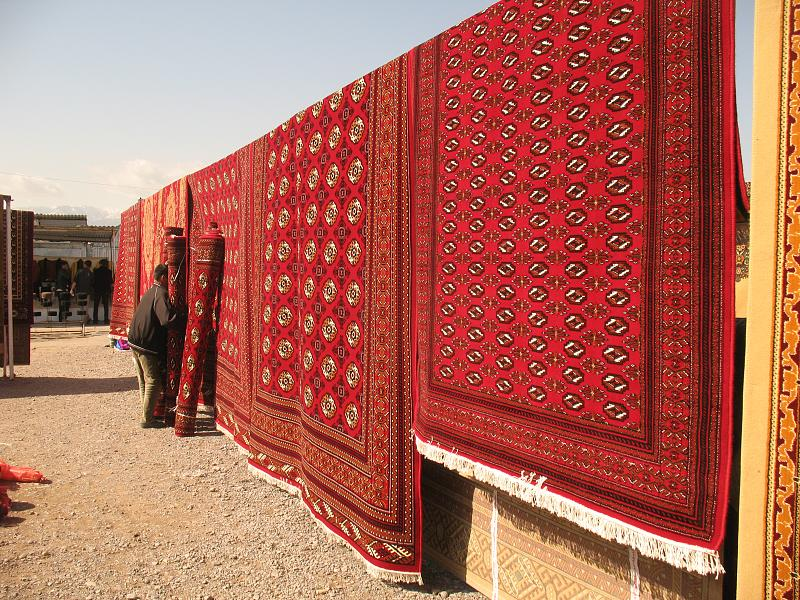
Tapices en el bazar de Altyn Asyr, en Asjabad.
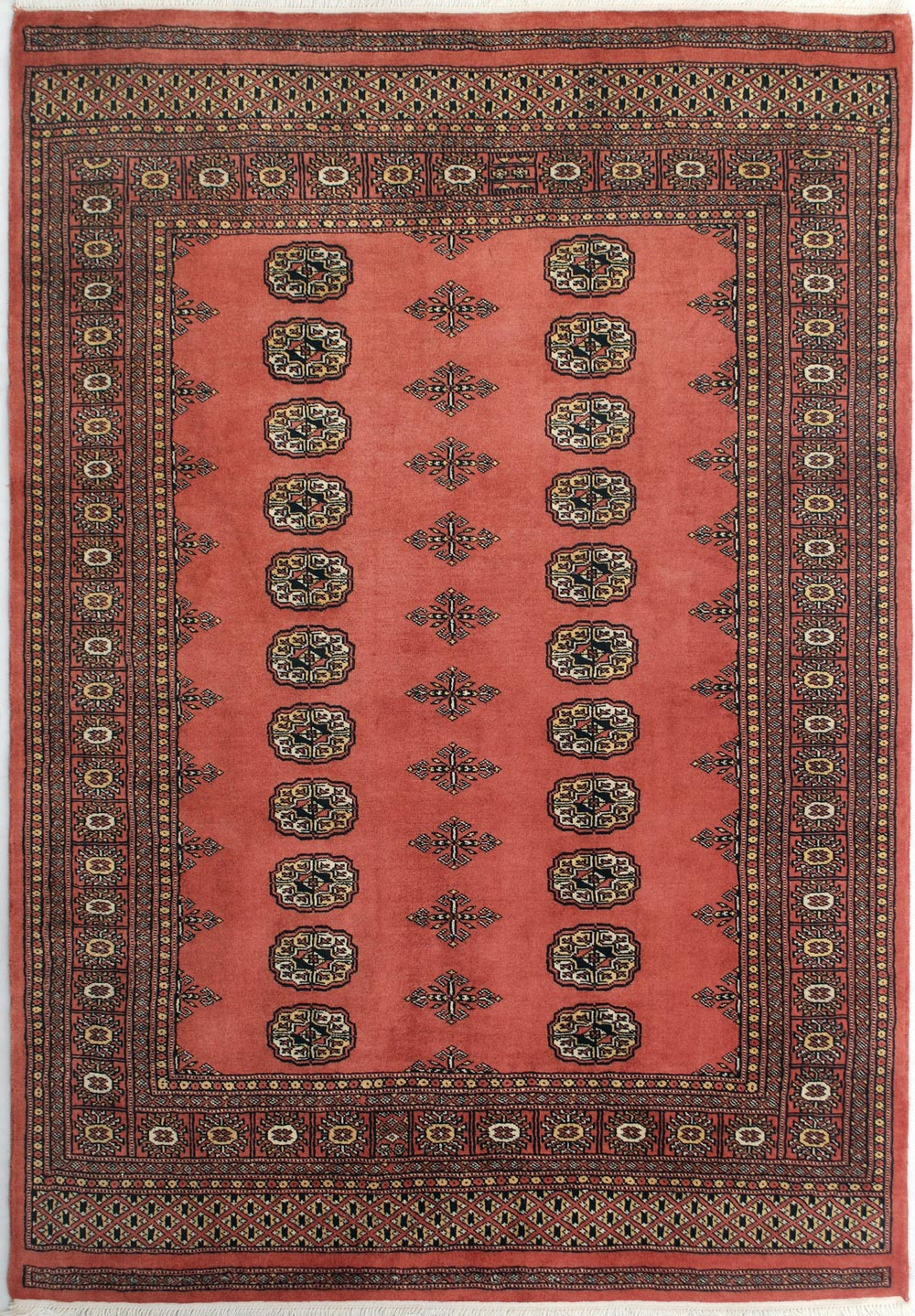
Copia pakistaní de una alfombra «Bujará».

## Museo de alfombras de Turkmenistán
El Decreto presidencial de Turkmenistán del 20 de marzo de 1993 en Asjabad creó el Museo de alfombras de Turkmenistán. El Museo es uno de los centros culturales de Turkmenistán, que cuenta con alrededor de 2.000 exhibiciones de alfombras, incluidas las raras. Por ejemplo, el museo tiene el producto de alfombra más pequeño, diseñado para ser usado como llavero. El museo también lleva a cabo la restauración de alfombras antiguas. Es un proceso desafiante: algunos especímenes viejos artísticamente tejidos contienen hasta 1,350,000 nudos. El museo se actualiza constantemente, y sus empleados realizan búsquedas y recopilan colecciones de alfombras viejas. El nuevo edificio del Museo Nacional de Alfombras de Turkmenistán tiene un espacio total de 5089 m². El museo también realiza foros y conferencias científicas internacionales.

## Heráldica
En la franja vertical de la bandera de Turkmenistán se colocaron cinco patrones principales de alfombras turcomanas. Estas figuras secundarias están dispuestas a lo largo de uno de los bordes. Los patrones reflejan la unidad nacional de Turkmenistán. Los cinco motivos de alfombras tradicionales en Emblema de Turkmenistán en el disco rojo representan las cinco tribus o casas más importantes, y representan los valores tradicionales y religiosos del país. Estas tribus turcomanas en orden tradicional son Yomut, Ersari, Saryk, Salor y Tekke).
|                         |                         |                                     |                                     | |
| Bandera de Turkmenistán | Emblema de Turkmenistán | Emblema de Turkmenistán (1992—2000) | Emblema de Turkmenistán (2000—2003) | Emblema de Turkmenistán como república dentro de la Unión Soviética (1937-1991) y Turkmenistán postindependiente (1991-1992) |